# Toulovcovy maštale

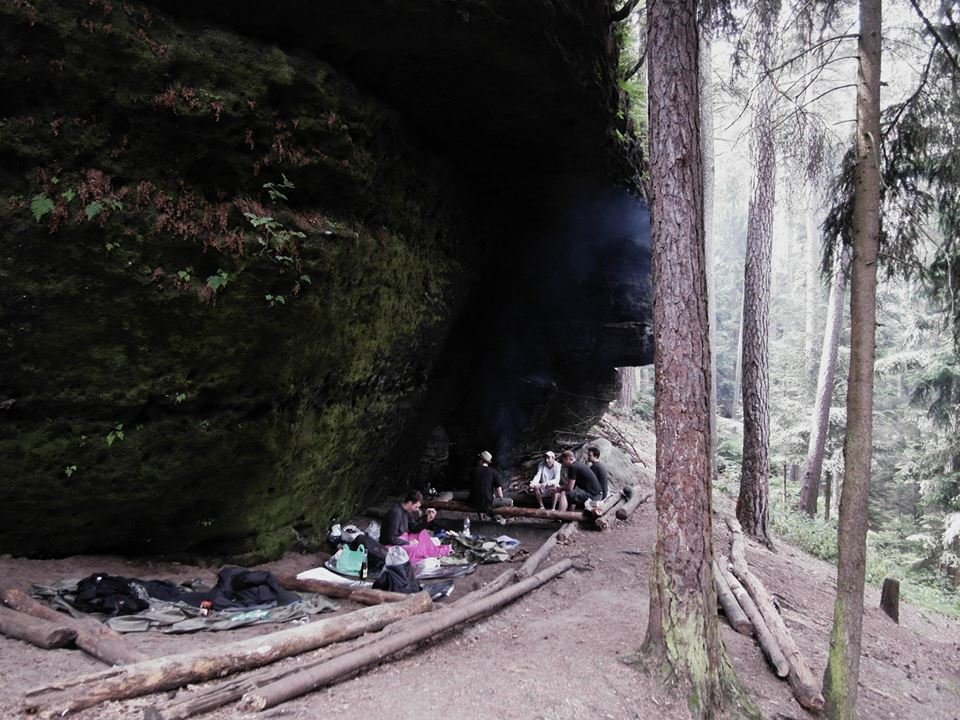
Skalní převis poblíž Mojžíšova pramene v době před vyhlášením rezervace

Toulovcovy maštale jsou skalní město, součást přírodní rezervace ev. č. 1502 Maštale. Rozkládají se asi 13 km jihozápadně od města Litomyšle, mezi obcemi Proseč, Budislav a Přílukou. Oblast leží na rozhraní České tabule a Českomoravské vrchoviny. Na počátku 15. století oblast daroval rytíř Vavřinec Toulovec z Třemošné městu Litomyšli a jejímu špitálu.[zdroj?]

## Přírodní rezervace Maštale
Přírodní rezervace Maštale byla vyhlášena OkÚ Chrudim dne 1. prosince 1993 a OkÚ Svitavy dne 26. června 1992 (protože se nacházela ve dvou novodobých okresech). Dnešní rezervace má rozlohu 1083,6 hektarů. Dělí se na Toulovcovy a Městské maštale. Hlavní osu území tvoří horní tok říčky Novohradky s množstvím drobných přítoků. Nadmořská výška území je 350–550 m n. m.
Většinu sedimentů tu tvoří glaukonitické pískovce z cenomanu. Vyskytují se tu také vzácné a chráněné rostliny a živočichové (mlok skvrnitý, kapraďorosty a mechy).

## Mikroregion Toulovcovy Maštale
Dnes je oblast hojně vyhledávána k aktivní rekreaci. V zájmu dalšího udržitelného rozvoje mikroregionu a jeho krásného životního prostředí vzniklo Sdružení obcí Toulovcovy Maštale, jehož společným úsilím byly v oblasti postaveny již tři rozhledny a síť cyklostezek.
Ke sdružení patří tyto obce: Bor u Skutče, Budislav, Hluboká, Jarošov, Leština, Nová Ves u Jarošova, Nové Hrady, Perálec, Poříčí u Litomyšle, Proseč, Příluka, Zderaz.